# Chính phủ Đức
Chính phủ Đức hay Nội các Liên bang là Chính phủ của Cộng hòa Liên bang Đức và thực thi quyền lực điều hành ở cấp độ Liên bang. Còn được gọi là nội các liên bang, với các thành viên bao gồm Thủ tướng liên bang (Bundeskanzler) và các Bộ trưởng (Bundesminister). Theo pháp luật Đức, vai trò của Chính phủ được quy định ở điều 62 đến 69 của Hiến pháp. Art. 64 Abs. 2 GG quy định, các thành viên chính phủ phải thề khi nhậm chức. Chức năng của chính phủ được quy định ở (Geschäftsordnung der Bundesregierung) và Quy định chung của các Bộ trưởng liên bang (Gemeinsame Geschäftsordnung der Bundesministerien) – được xác định rõ, chính phủ chỉ có quyền ra nghị quyết khi có hơn một nửa số thành viên chính phủ có mặt.
Thủ tướng Chính phủ Liên bang điều hành các hoạt động của Chính phủ, là người đại diện cho Văn phòng Thủ tướng. Thủ tướng có quyền trong quy định, có nghĩa là có quyền quyết định chính sách và phải chịu trách nhiệm về quyết định đó. Các bộ trưởng có quyền tự do thực thi nhiệm vụ nhưng phải theo chỉ dẫn của Thủ tướng (Ressortprinzip). Thủ tướng quyết định về lĩnh vực hoạt động của mỗi bộ trưởng. Khi có hai Bộ trưởng không thống nhất về một quyết định, Chính phủ sẽ ra quyết định dựa trên số đông (Kollegialprinzip).

## Chính phủ Liên bang hiện thời
Dưới đây là danh sách chính phủ liên bang Đức nhậm chức từ năm 2023:
| Chức vụ | Tên                | Năm nhậm chức | Chính đảng |
| --- | ------------------ | ------------- | ---------- |
| Thủ tướng Bundeskanzler | Olaf Scholz        | 2021          | (SPD)      |
| Phó thủ tướng Vizekanzler Bộ trưởng Kinh tế và Hành động Khí hậu Bundesministerium für Wirtschaft und Klimaschutz                 | Robert Habeck      | 2021          | (Greens)   |
| Bộ trưởng Ngoại giao Bundesminister des Auswärtigen                                                                               | Annalena Baerbock  | 2021          | (Greens)   |
| Bộ trưởng Nội vụ Bundesministerium des Innern                                                                                     | Horst Seehofer     | 2018          | (CSU)      |
| Bộ trưởng Tư pháp Bundesministerium der Justiz                                                                                    | Marco Buschmann    | 2021          | (FDP)      |
| Bộ trưởng Tài chính Bundesministerium der Finanzen                                                                                | Christian Lindner  | 2021          | (FDP)      |
| Bộ trưởng Lao động và Xã hội Bundesministerium für Arbeit und Soziales                                                            | Andrea Nahles      | 2013          | (SPD)      |
| Bộ trưởng Lương thực, Nông nghiệp và Bảo vệ người tiêu dùng Bundesministerium für Ernährung, Landwirtschaft und Verbraucherschutz | Christian Schmidt  | 2013          | (CSU)      |
| Bộ trưởng Quốc phòng Bundesministerium der Verteidigung                                                                           | Boris Pistorius    | 2023          | (SPD)      |
| Bộ trưởng Gia đình, Người cao tuổi, Phụ nữ và Thanh niên Bundesministerium für Familie, Senioren, Frauen und Jugend               | Lisa Paus          | 2022          | (Greens)   |
| Bộ trưởng Y tế Bundesministerium für Gesundheit                                                                                   | Hermann Gröhe      | 2013          | (CDU)      |
| Bộ trưởng Giao thông, Xây dựng và Phát triển đô thị Bundesministerium für Verkehr, Bau und Stadtentwicklung                       | Alexander Dobrindt | 2013          | (CSU)      |
| Bộ trưởng Môi trường, Bảo vệ thiên nhiên và An toàn hạt nhân Bundesministerium für Umwelt, Naturschutz und Reaktorsicherheit      | Barbara Hendricks  | 2013          | (SPD)      |
| Bộ trưởng Giáo dục và Nghiên cứu Bundesministerium für Bildung und Forschung                                                      | Joahanna Wanka     | 2013          | (CDU)      |
| Bộ trưởng Hợp tác kinh tế và Phát triển Bundesministerium für wirtschaftliche Zusammenarbeit und Entwicklung                      | Gerd Müller        | 2013          | (CSU)      |
| Bộ trưởng Các vấn đề đặc biệt Bundesminister für besondere Aufgaben Chủ nhiệm Văn phòng Chính phủ                                 | Peter Altmaier     | 2013          | (CDU)      |

## Ngày mở cửa
Từ năm 1999, vào các mùa hè có ngày mở cửa của Chính phủ Liên bang. Vào ngày này, khách tham quan có thể thăm trụ sở của Thủ tướng, Cơ quan báo chí của Chính phủ và 14 Bộ. Khi nhìn vào Trụ sở của các Phòng ban và các Bộ, người ta có thể hình dung ra hoạt động hàng ngày của các chính trị gia.